# Kordofan Zachodni
Kordofan Zachodni (arab. غرب كردفان, Gharb Kurdufan) – wilajet (prowincja) w środkowym Sudanie. Utworzony 14 lutego 1994 roku, 16 sierpnia 2005 roku został podzielony pomiędzy Kordofan Północny i Kordofan Południowy. W lipcu 2013 został przywrócony.
W jego skład wchodziło w 2005 r. 5 dystryktów:
1. An-Nahud
2. Ghabajsz
3. As-Salam
4. Lakawa
5. Abyei